# Representación de la posición horizontal

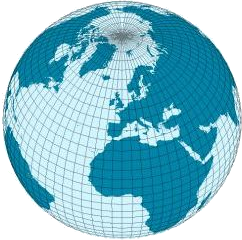
Sistema de coordenadas geográficas: líneas de igual longitud (meridianos) y de igual latitud (paralelos)

Una posición es un conjunto de parámetros que se utilizan para expresar una localización respecto a un sistema de referencia. Al representar posiciones relativas a la Tierra, suele ser más conveniente representar la posición vertical (altura o profundidad) por separado y utilizar otros parámetros para representar la posición horizontal. También existen varias aplicaciones en las que solo la posición horizontal es de interés, por ejemplo, este podría ser el caso de los barcos y los vehículos terrestres/automóviles. Es un tipo de coordenadas geográficas.
Existen varias opciones para representaciones de la posición horizontal, cada una con diferentes propiedades que las hacen apropiadas para diferentes aplicaciones. Latitud/longitud y las coordenadas UTM son representaciones comunes de la posición horizontal.
Posee dos grados de libertad y, por lo tanto, dos parámetros son suficientes para describir de forma única dicha posición. Sin embargo, de manera similar al uso de los ángulos de Euler como formalización para representar rotaciones, utilizando solo la cantidad mínima de parámetros pueden producirse singularidades y, por lo tanto, se requieren tres parámetros para expresar la posición horizontal y evitar este problema.

## Latitud y longitud
La representación de la posición horizontal más común es la latitud y la longitud. Los parámetros son intuitivos y bien conocidos, y por lo tanto, son adecuados para comunicar una posición a los humanos, por ejemplo, utilizando un gráfico de posición.
Sin embargo, la latitud y la longitud deben usarse con cuidado en expresiones matemáticas (incluidos los cálculos en programas informáticos). La razón principal es la existencia de singularidades en los polos, lo que hace que la longitud no esté definida en estos puntos. También en las inmediaciones de los polos, la cuadrícula de latitud/longitud es altamente no lineal, y pueden producirse distintos errores en cálculos que sin embargo son suficientemente precisos en otras ubicaciones.

Otra área problemática es el meridiano en la longitud ±180°, donde la longitud presenta una discontinuidad y, por lo tanto, a menudo se debe escribir un código de programa específico para solventar esta circunstancia. Un ejemplo de las consecuencias de omitir dicho código es el colapso de los sistemas de navegación de doce aviones de combate Lockheed Martin F-22 Raptor mientras cruzaban este meridiano.

## Vectorn
El vector n es una representación de la posición horizontal sin singularidades que consta de tres parámetros y que puede reemplazar a la latitud y a la longitud. Geométricamente, es un vector unitario que es normal al elipsoide de referencia. El vector es decompuesto en un sistema de coordenadas geocéntricas (centrado y fijo con respecto a la Tierra). Se comporta de la misma manera en todas las posiciones de la Tierra y tiene la propiedad matemática de hacer corresponder los puntos uno a uno. La formulación del vector permite utilizar el álgebra vectorial 3D estándar y, por lo tanto, el vector n es adecuado para cálculos matemáticos, como por ejemplo sumar, restar, interpolar o promediar posiciones.
Al utilizar tres parámetros, el vector n no es conveniente para comunicar una posición directamente a los humanos y, antes de mostrar un gráfico de posición, puede ser necesario realizar una conversión a latitud/longitud.

## Supuesto de la Tierra localmente plana
Al realizar varios cálculos dentro de un área limitada, se puede definir un sistema de coordenadas cartesianas con el origen en una posición fija específica de la Tierra, que se suele seleccionar en la superficie del elipsoide de referencia, con el eje z en la dirección vertical. Por lo tanto, los vectores de posición (tridimensionales) relativos a este sistema de coordenadas tendrán dos parámetros horizontales y uno vertical. Los ejes se seleccionan normalmente como norte-este hacia abajo o este-norte hacia arriba, y por lo tanto, este sistema puede verse como un linealización de meridianos y paralelos.
Para áreas pequeñas, un sistema de coordenadas local puede ser conveniente para el posicionamiento relativo, pero al aumentar las distancias (horizontales), los errores aumentarán y puede ser necesario recolocar el punto de tangencia. La alineación en las direcciones norte y este no es posible en los polos, y cerca de los polos estas direcciones pueden hacer que se acumulen errores significativos (aquí la linealización es válida solo en un área muy pequeña).

## Sistemas de referencia de cuadrícula
En lugar de una cuadrícula cartesiana local, que necesita reposicionarse a medida que se mueve la posición de interés, se puede definir un conjunto fijo de proyecciones que recubren la Tierra.

### UTM
El denominado UTM es uno de esos sistemas, que divide la Tierra en 60 zonas de longitud (y el sistema UPS cubre las regiones polares).
Se utiliza ampliamente, y las coordenadas corresponden aproximadamente a metros al norte y al este. Sin embargo, como conjunto de proyecciones cartográficas, posee una distorsión inherente y, por lo tanto, la mayoría de los cálculos basados en UTM no serán exactos. El cruce entre zonas contiguas agrega complejidad adicional.

## Comparación
Al decidir qué parámetros utilizar para representar la posición en una aplicación específica, hay varias propiedades que se deben considerar. La siguiente tabla ofrece un resumen de lo que se debe tener en cuenta.
| Representación                  | Pros | Contras |
| ------------------------------- | --- | --- |
| Latitud y longitud              | - Ampliamente utilizado - Los parámetros son fáciles de reconocer por los humanos (adecuados para la representación gráfica)                                                     | - Singularidades en los Polos - Comportamiento complejo cerca de los polos - Discontinuidad en el meridiano ±180° |
| Vector n                        | - Sin singularidades - Eficiente en ecuaciones/cálculos, ya que se puede utilizar el álgebra vectorial 3D estándar - Todas las posiciones de la Tierra se tratan de igual manera | - Incómodo para comunicar una posición a los humanos - Utiliza tres parámetros |
| Coordenadas cartesianas locales | - Se obtienen vectores cartesianos en metros a lo largo de las direcciones norte, este y abajo                                                                                   | - Solo se puede utilizar para posicionamiento relativo (el punto tangente utilizado debe estar representado por alguna otra cantidad) - Los errores aumentan con el aumento de la distancia horizontal desde el punto tangente (lo que puede requerir el reposicionamiento del punto tangente) - Las direcciones norte y este no están definidas en los polos, y cerca de los polos estas direcciones pueden cambiar significativamente dentro del área de interés |
| UTM                             | - Ampliamente utilizado - Direcciones aproximadas norte y este - Una unidad corresponde aproximadamente a un metro                                                               | - La distorsión inherente (debida a la proyección cartográfica) proporciona solo respuestas aproximadas para la mayoría de los cálculos - Los cálculos se vuelven complejos al tener que cruzarse entre zonas distintas - Las regiones polares no están cubiertas |